# いたずらぐまのグル〜ミ〜
いたずらぐまのグル〜ミ〜（GLOOMY The Naughty Grizzly）は、森チャックによるキャラクター。ピンク色のクマであり、口元や爪の先に血が付着している。

## 概要
2000年2月、森チャックが路上で販売していたポストカードのうちの一キャラクターとして発表された。数あるデザインの中で最も人気があったのがグル〜ミ〜であり、その後雑貨店でのグッズ販売などにより、知名度を上げていった。
当初は何色もカラーバリエーションがあったが、一番売れ行きが良かったことからピンクが通常色として設定された。
過去にはいたずらだいすきおとなぐまのグル〜ミ〜という名称であった。

## キャラクター
声はテレビアニメの声優。
グル〜ミ〜
声 - 山寺宏一
凶暴なクマ。ピティーくんをたびたび襲っている。
ピティーくん
声 - 花江夏樹
グル〜ミ〜の飼い主。グル〜ミ〜に襲われながらも、責任を持って最後まで育てようと思っている。

## テレビアニメ
2021年4月12日よりTOKYO MXにて月曜23時57分 - 翌0時に3分枠の短編アニメとして放送。放送前週は出演声優による特番を放送。配信は公式YouTubeチャンネルにて実施。

### スタッフ
- 原作・シリーズ構成・作画監督 - 森チャック[5]
- 監督・音響監督・絵コンテ・演出 - 久保田雄大[5]
- 3DCGIディレクター - 三田邦彦、阿部由美子[5]
- 美術監督 - 佐藤瞳[5]
- 撮影監督 - 吉田匠汰、久野利和[5]
- 編集 - 小口理菜
- 制作 - NAZ
- 3Dアニメーション制作 - 46Z
- 制作プロデューサー - 須田泰雄
- プロデューサー - 岩本昌子
- 製作 - Gloomy Project（ミキサー、NAZ、コンテンツシード）

### 各話リスト
| 話数   | サブタイトル         | 脚本     | 放送日         |
| ------ | -------------------- | -------- | -------------- |
| 第1話  | くまのしゅうせい     | 山羊めぐ | 2021年 4月12日 |
| 第2話  | くまのとくぎ         | 山羊めぐ | 4月19日        |
| 第3話  | おやつ               | 山羊めぐ | 4月26日        |
| 第4話  | くまじゃらし         | 山羊めぐ | 5月3日         |
| 第5話  | はじめましてのひ     | 山羊めぐ | 5月10日        |
| 第6話  | ぜつみょうたいみんぐ | 山羊めぐ | 5月17日        |
| 第7話  | くまのしゅうせい2    | 山羊めぐ | 5月24日        |
| 第8話  | がまん               | 山羊めぐ | 5月31日        |
| 第9話  | ほうこく             | 諸留愛美 | 6月7日         |
| 第10話 | くまのとくぎ2        | 諸留愛美 | 6月14日        |
| 第11話 | ちこく               | 諸留愛美 | 6月21日        |
| 第12話 | くまとどくしょ       | 諸留愛美 | 6月28日        |

## ゲーム
- グル～ミ～のじゃじゃぐまジャ～ニ～（モブキャストゲームス、2022年10月31日配信開始、Google Play・App Store）[6]